# Bulbostylis mlangoyajehenum
Bulbostylis mlangoyajehenum är en halvgräsart som beskrevs av Bernard Verdcourt. Bulbostylis mlangoyajehenum ingår i släktet Bulbostylis och familjen halvgräs. Inga underarter finns listade i Catalogue of Life.